# Calle de Salvador Novo
Die Calle de Salvador Novo ist eine Straße im Barrio de Santa Catarina in der Delegación Coyoacán in Mexiko-Stadt. Sie ist benannt nach dem mexikanischen Schriftsteller Salvador Novo (1904–1974).

## Verlauf
Die Straße beginnt im Norden unmittelbar vor dem Haus Nummer 158 der mehrspurigen Straße Progreso und verläuft in südlicher Richtung bis zur Avenida Miguel Ángel de Quevedo. Dazwischen kreuzt sie die Avenida Francisco Sosa an der Stelle, an der sich die Casa de Alvarado befindet. Mit Ausnahme des ersten Teilabschnitts, der unmittelbar nördlich der Avenida Francisco Sosa verläuft, ist die Straße beiderseits von zumeist hohen grauen Steinmauern flankiert, die einen Blick auf die dahinter liegenden Anwesen verhindern.

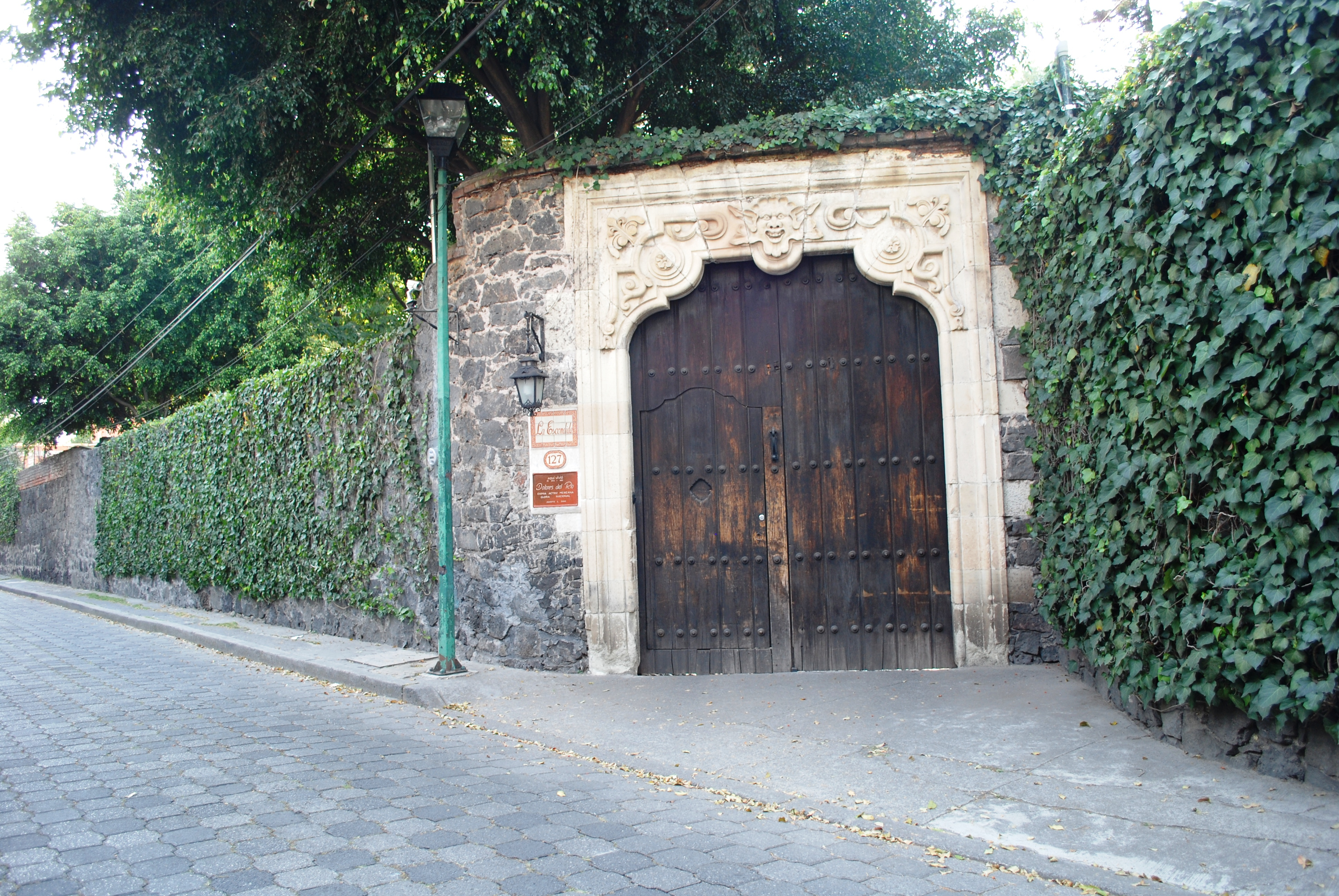
Eingang zur Casa de Dolores del Río

## Berühmte Anwohner und besondere Gebäude
Der offizielle Chronist der Stadt Mexiko, Salvador Novo, der unter anderem zwei Werke über den Bezirk Coyoacán verfasst hat (Breve historia de Coyoacán, 1962, und Historia y leyenda de Coyoacán, 1971), lebte in einem Haus an der heute nach ihm benannten Straße.
Auch der rumänische König Carol (1893–1953) lebte während seines Exils in den 1940er Jahren zusammen mit seiner Lebensgefährtin Magda Lupescu (1896–1977) in einem Haus an der Ecke der heutigen Straße Salvador Novo.
Im südlichen Abschnitt der Straße befindet sich unter Nummer 88 das Museo Nacional de la Acuarela Alfredo Guati Rojo. Etwas weiter südlich befindet sich auf der gegenüber liegenden Straßenseite unter Nummer 127 das ehemalige Anwesen der Schauspielerin Dolores del Río (1904–1983).